# Боромля (річка)
Боромля — мала річка в Україні, в межах Сумського (витоки) і Охтирського районів Сумської області. Права притока Ворскли (притока Дніпра другого порядку).

## Опис
Довжина річки бл. 50 км. Долина трапецієподібна, в середній та нижній течії місцями заболочена. Природне річище слабозвивисте. Сток річки та її приток досить сильно зарегульований: у басейні споруджено Боромлянське водосховище (Дійнеча) об'ємом 1,6 млн м. куб. та декілька десятків ставків. Ділянка течії між с. Боромля та м. Тростянець, а також пригирлова частина р. Лисиця у межах с. Боромля внаслідок проведених у минулому меліоративних робіт радикально трансформовані: зарегульовані, спрямлені та заведені у магістральні канали осушувальної системи «Боромля» загальною довжиною 23,3 км, на яких розміщені 9 шлюзів-регуляторів. Середньобагаторічні витрати у середній течії (с. Боромля) складають близько 1 м куб. за с, у нижній течії зростають до 3 м куб. за с.

## Розташування
Витоки розташовані на західній околиці села Виднівки. У верхів'ї тече на південь/південний захід, далі повертає на захід, потім знову тече переважно на південь (у пригирловій частині — частково на південний схід). Впадає до Ворскли на схід від села Зарічне.

## Притоки
Праві:
- Балка Макіторка - протікає у Краснопільській громаді, впадає у Боромлю на північній околиці с. Ясенок
- Яр Гарячий - протікає у Краснопільській громаді, впадає у Боромлю між селами Ясенок і Гапонівка
- Яр Перший - протікає у Краснопільській громаді, впадає у Боромлю у селі Гапонівка
- Яр Дігтярний - протікає у Боромлянській громаді, впадає у Боромлю між селами Гапонівка і Жигайлівка
- Яр Берестовий - протікає у Боромлянській громаді, впадає у Боромлю на північній околиці села Жигайлівка
- Яр Волів - протікає у Боромлянській громаді, впадає у Боромлю на північній околиці села Жигайлівка
- Яр Маньків - протікає у Боромлянській громаді, впадає у Боромлю у селі Жигайлівка
- Яр Колесників - протікає у Боромлянській громаді, впадає у Боромлю у селі Жигайлівка

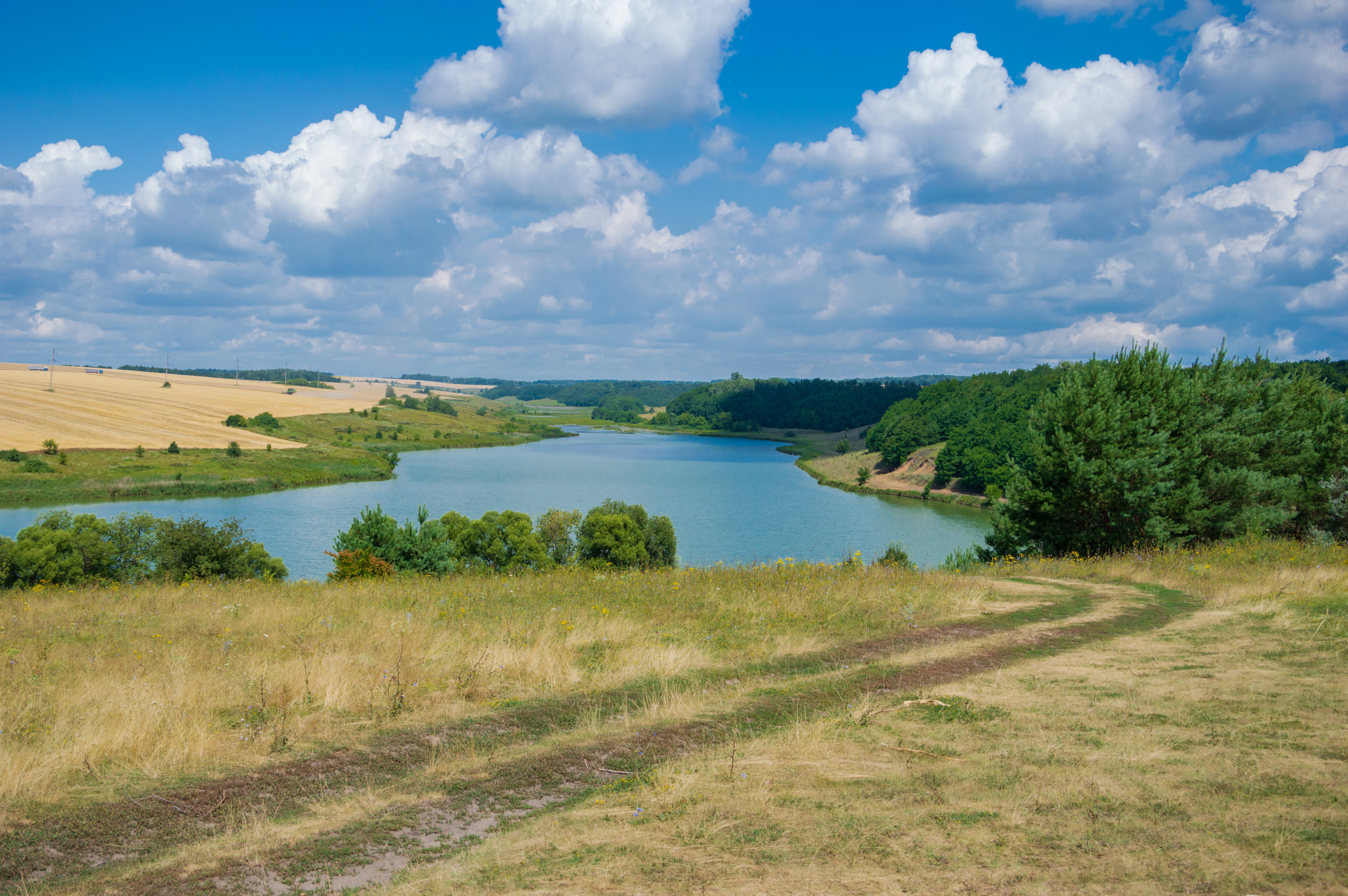
Став на річці Лисиця у заказнику Лисиця

- Лисиця - річка у Боромлянській сільській громаді, починається на південному сході від села Градське і впадає у річку Боромля у селі Боромля
  - Яр Браковщина - ліва притока Лисиці
  - Яр Зеленський[2] (Заселкін) - ліва притока Лисиці, впадає неподалік від її гирла на північно-східній околиці села Боромля
- Хвощовий Яр
- Балка Грузька
- Буймир
- Балка Станова

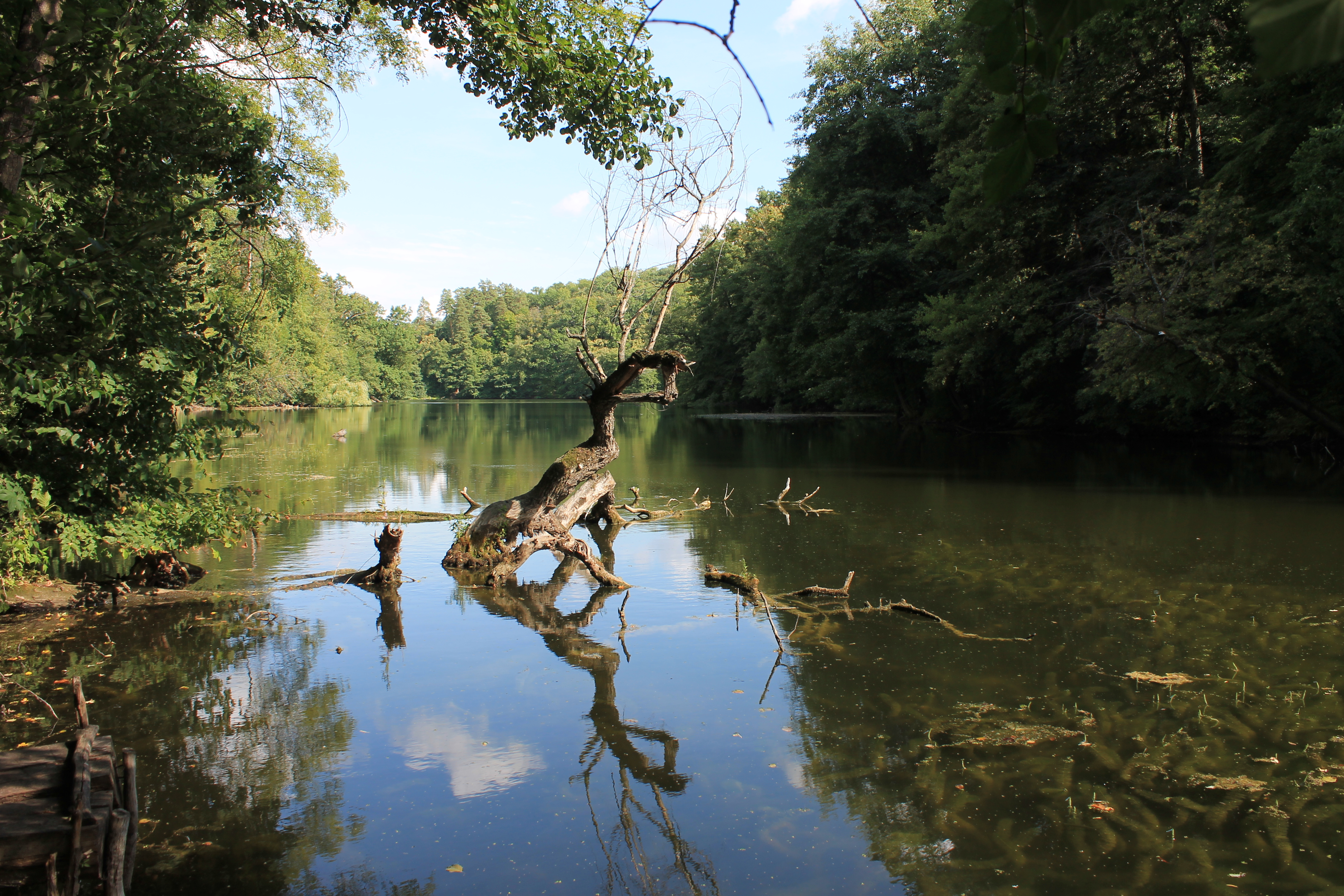
Став у Нескучній балці

- Балка Нескучна - протікає у Тростянецькій міській громаді. Починається у лісовому масиві на території Гетьманського національного природного парку, впадає у Боромлю у м. Тростянець у межах Тростянецького парку
- Балка Лучанська
- Балка Довга - протікає у Тростянецькій громаді, впадає у Боромлю неподалік від її гирла.

Ліві:
- Яр Васюків - протікає у Краснопільській громаді, впадає у Боромлю у селі Ясенок
  - Яр Базилевщина - ліва притока яру Васюків
- Яр Откасюдезний - протікає у Краснопільській громаді, впадає у Боромлю на південній околиці села Ясенок
- Яр Живий - протікає у Боромлянській і Краснопільській громадах, впадає у Боромлю у селі Гапонівка
- Яр Козієв - протікає у Боромлянській громаді, впадає у Боромлю на північно-східній околиці села Жигайлівка
- Яр Сестринський - протікає у Боромлянській громаді, впадає у Боромлю на південній околиці села Жигайлівка
  - Яр Погребний - права притока Яру Сестринського
- Яр Дидиків - протікає у Боромлянській громаді, впадає у Боромлю на схід від села Боромля
- Балка Глинище - протікає у Боромлянській громаді, впадає у Боромлю на південно-східній околиці села Боромля
- Яр Толока - протікає у Боромлянській громаді, впадає у Боромлю на південно-західній околиці села Боромля
- Радомля
- Люджа
- Балка Довга - протікає у Тростянецькій громаді, впадає у Боромлю неподалік від її гирла.

Населені пункти вздовж берегової лінії — села Виднівка, Ясенок, Гапонівка Краснопільської селищної громади, Жигайлівка, Шевченків Гай, Боромля, Першотравневе, Вовків Боромлянської сільської громади, села Микитівка, Білка, Олексине та місто Тростянець.

## Цікаві факти
- Ділянка течії річки від м. Тростянець до гирла розташована в межах Гетьманського національного природного парку, а також, частково, у межах Бакирівського гідрологічного заказника, який входить до складу парку.
- У верхній течії р. Лисиці та її правої безіменної притоки  розташований гідрологічний заказник місцевого значення «Лисиця».
- Верхів'я р. Тростинка зарегульовані каскадом ставів, що розташовані на території парку-пам'ятки загальнодержавного значення «Тростянецький» (більше відомий як урочище «Нескучне»).
- На схід від с. Боромля у яружно-балковій мережі, що входить до складу водоохоронної зони річки, розташований Боромлянський ентомологічний заказник.